# Scuola superiore Piergiorgio Frassati
La scuola superiore Piergiorgio Frassati (in inglese Frassati Catholic High School) è un istituto scolastico di Spring, contea di Harris, amministrata dalle suore domenicane della Congregazione di Santa Cecilia.

## Storia
Fondata nel 2013, è la prima scuola cattolica superiore della contea di Harris.
Dal 1990 i residenti della zona si stavano organizzando per istituire una scuola cattolica, in mancanza di strutture nelle strette vicinanze. Nel luglio 2011, il cardinale Daniel DiNardo intitolò la scuola al beato Piergiorgio Frassati.